# Pericoma crenophila
Pericoma crenophila es una especie de insecto díptero de la familia de los  psicódidos.

## Distribución geográfica
Se encuentra en Europa, más concretamente en Alemania.